# Sabinares rastreros de Alustante - Tordesilos
Sabinares rastreros de Alustante - Tordesilos este o arie protejată (arie specială de conservare — SAC, sit de importanță comunitară — SCI) din Spania întinsă pe o suprafață de 6.064,93 ha, integral pe uscat.

## Localizare
Centrul sitului Sabinares rastreros de Alustante - Tordesilos este situat la coordonatele 40°36′45″N 1°35′38″W / 40.6126°N 1.5939°V.

## Înființare
Situl Sabinares rastreros de Alustante - Tordesilos a fost declarat sit de importanță comunitară în ianuarie 2001 pentru a proteja 10 specii de animale. Situl a fost protejat și ca arie specială de conservare în august 2015.

## Biodiversitate
Situată în ecoregiunea mediteraneană, aria protejată conține 11 habitate naturale: Ape oligotrofe din câmpii nisipoase, cu un conținut foarte redus de minerale (Littorelletalia uniflorae), Păduri de Quercus ilex și Quercus rotundifolia, Lacuri eutrofice naturale cu vegetație de tip Magnopotamion sau Hydrocharition, Grohotișuri termofile și vest-mediteraneene, Pseudostepă cu ierburi și specii anuale de Thero-Brachypodietea, Pajiști alpine și boreale, Pante stâncoase calcaroase cu vegetație casmofită, Pajiști alpine și subalpine calcaroase, Iazuri temporare mediteraneene, Ape puternic oligomezotrofe cu vegetație bentonică cu Chara spp., Păduri iberice de Quercus faginea și Quercus canariensis.
La baza desemnării sitului se află mai multe specii protejate:
- păsări (9): pasărea ogorului (Burhinus oedicnemus), erete de stuf (Circus aeruginosus), presură de grădină (Emberiza hortulana), becațină comună (Gallinago gallinago), Pyrrhocorax pyrrhocorax, turturică (Streptopelia turtur), silvie roșcată (Sylvia cantillans), silvie de tufiș (Sylvia undata), sturzul de vâsc (Turdus viscivorus)
- amfibieni (1): Discoglossus galganoi

Pe lângă speciile protejate, pe teritoriul sitului au mai fost identificate 8 specii de plante, 5 specii de păsări, 4 specii de amfibieni, 5 specii de mamifere, 9 specii de reptile.